# Ziltoid the Omniscient
Ziltoid the Omniscient es un álbum conceptual del músico de metal canadiense Devin Townsend, lanzado el 21 de mayo de 2007 bajo el sello de HevyDevy Records y distribuido por InsideOut Music.
Este es un álbum conceptual (originalmente llamado The Mighty Masturbator) sobre un ser extraterrestre llamado Ziltoid el Omnisciente (interpretado en vídeos con una marioneta), del planeta Ziltoidia 9, que llega a la Tierra con intenciones de invadirla a menos que se le entregue "la taza de café negro definitiva". La taza entregada resulta ser demasiado fétida para su gusto, dando comienzo a la invasión.
Devin creó el álbum después de cuatro meses de trabajo, tras la disolución de su banda Strapping Young Lad totalmente sólo y con ayuda de programas informáticos, por lo que la producción fue hecha bajo el nombre de Devin Townsend en vez de The Devin Townsend Band. Townsend ejecutó para las grabaciones todas las guitarras, bajos, teclados y la programación de las baterías, realizadas con el Drumkit From Hell de Tomas Haake, baterista de Meshuggah. Devin también interpretó las diferentes voces y personajes del álbum.

## Argumento
La historia comienza con la llegada a la tierra de Ziltoid el omnisciente, un ser extraterrestre cuadri-dimensional que viajó desde el Omniverso para poder conseguir "la taza de café negro definitiva" dándole a los humanos 5 minutos para hacerla. Luego el proceso de preparación, Ziltoid prueba el café, pero se disgusta, llamándolo "fétido" y que "los humanos ocultan su grano de café más fino", desencadenando una guerra en la tierra y consagrándose como el mejor guitarrista del universo.
En la ahora apocalíptica tierra, un grupo de humanos sobrevivientes comandado por el Capitán Spectacular despega de la tierra y se dirigen al lugar quinti-dimensional conocido como "Nebulosa 9" con el objetivo de exponer a Ziltoid por lo que realmente es; un nerd. Pero durante el viaje, Ziltoid intercepta a la tripulación humana en una persecución que termina en la tripulación humana escapando a la velocidad de la luz y llegando a Nebulosa 9, Ziltoid los intercepta de nuevo en una batalla que finalmente concluye con Ziltoid derrotado.
Posterior a dichos eventos, Ziltoid decide invocar al Destructor de Planetas sixti-dimensional (llamado Herman), con el propósito de destruir un planeta puramente por entretenimiento, pero subsecuentemente es rechazado por dicho destructor de planetas. Rechazado, Ziltoid se reune con el Creador Omnidimensional para descubrir la verdadera naturaleza de su realidad, y se le revela de que el es una marioneta, incluso el Creador Omnidimensional es una marioneta y todos son marionetas.
Después de dicha revelación y de la canción "The Greys", se escucha una multitud y a un hombre cantando la melodia de "The Greys" hasta que de repente la voz de otro hombre lo despierta, gritandole de que hay una larga fila de espera con muchas órdenes de cafés, es ahí cuando se descubre que todos los acontecimientos fueron nada más que de un sueño de un empleado de una cafetería.

## Lista de canciones
Todas las canciones escritas y compuestas por Devin Townsend. 
| N.º   | Título                    | Duración |  |
| 1.    | «ZTO»                     | 1:17     |  |
| 2.    | «By Your Command»         | 8:09     |  |
| 3.    | «Ziltoidia Attaxx!!!»     | 3:42     |  |
| 4.    | «Solar Winds»             | 9:46     |  |
| 5.    | «Hyperdrive»              | 3:47     |  |
| 6.    | «N9»                      | 5:30     |  |
| 7.    | «Planet Smasher»          | 5:45     |  |
| 8.    | «Omnidimensional Creator» | 0:48     |  |
| 9.    | «Color Your World»        | 9:44     |  |
| 10.   | «The Greys»               | 4:15     |  |
| 11.   | «Tall Latte»              | 1:03     |  |
| 53:46 |                           |          |  |

| Disco Bonus de edición especial |                                              |          |  |
| N.º                             | Título                                       | Duración |  |
| 1.                              | «Don't Know Why» (aka Messages from Ziltoid) | 7:34     |  |
| 2.                              | «Travelling Salesman»                        | 2:14     |  |
| 3.                              | «Another Road»                               | 4:29     |  |
| 14:17                           |                                              |          |  |

## Personal
- Devin Townsend: creación, ingeniero de audio, mezcla, artista primario, productor discográfico, programador.[7]
- U.E. Nastasi: masterización.[7]
- Marcus Rogers: fotografía.[7]
- Dave Young: ingeniero de audio.[7]
- Travis Smith: arte.[5]

## Secuela
El 27 de octubre de 2014 fue lanzado el álbum secuela, llamado Z², por InsideOut Music. Fue promocionado a través de programas de radio y televisión, y publicado en dos CDs: Dark Matters y Sky Blue. El 13 de abril fue presentada como musical en el Royal Albert Hall.